# تاپسل

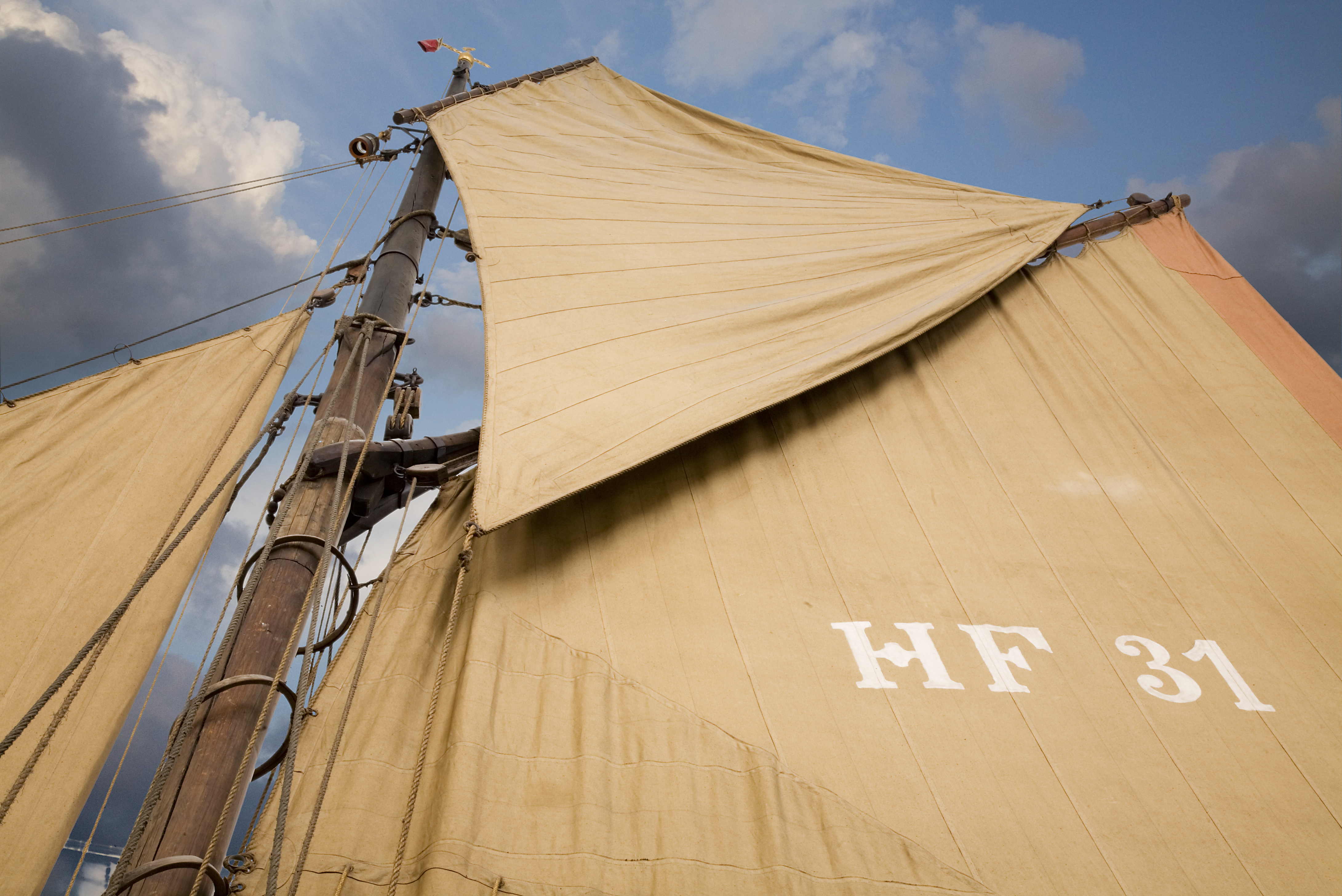
جزئیات یک تاپسل

بادبان نوک تیز عقب قایق (به فرانسوی: Flèche) یا تاپسِل، یکی از اجزای مهم در سیستم بادبان‌ها و طناب‌های کشتی‌های بادبانی است که در سفرهای دریایی مورد استفاده قرار می‌گیرد.
این بادبان سبک و پشتیبان در بالای دکل عقب قایق‌های دو دکله قرار دارد و به عنوان آخرین بادبان در این نوع کشتی‌ها شناخته می‌شود. تاپسِل معمولاً بالای دیرک بادبان اصلی نصب می‌شود و در برخی موارد به عنوان سومین بادبان، به شکل شاخی (نوک‌تیز)، مثلثی یا مربعی به کار می‌رود. وظیفه اصلی آن کمک به پایداری و کنترل بهتر کشتی در مواجهه با بادهایی است که از جهات و با سرعت‌های متفاوت می‌وزند.
اصطلاحات آنگلوساکسون عبارتند از: بادبان نیزه ای (به انگلیسی: gaff topsail) یا رینگ تیل (به انگلیسی: ring tail)

## بادبان نوک تیز در انواع قایق‌ها

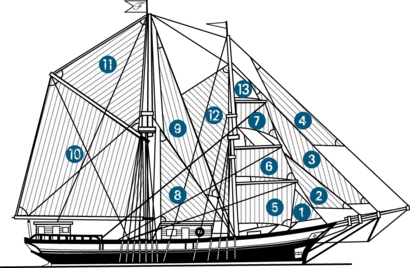
بادبان نوک تیز، در این قایق دو دکلی، بادبان شماره ۱۱ است.

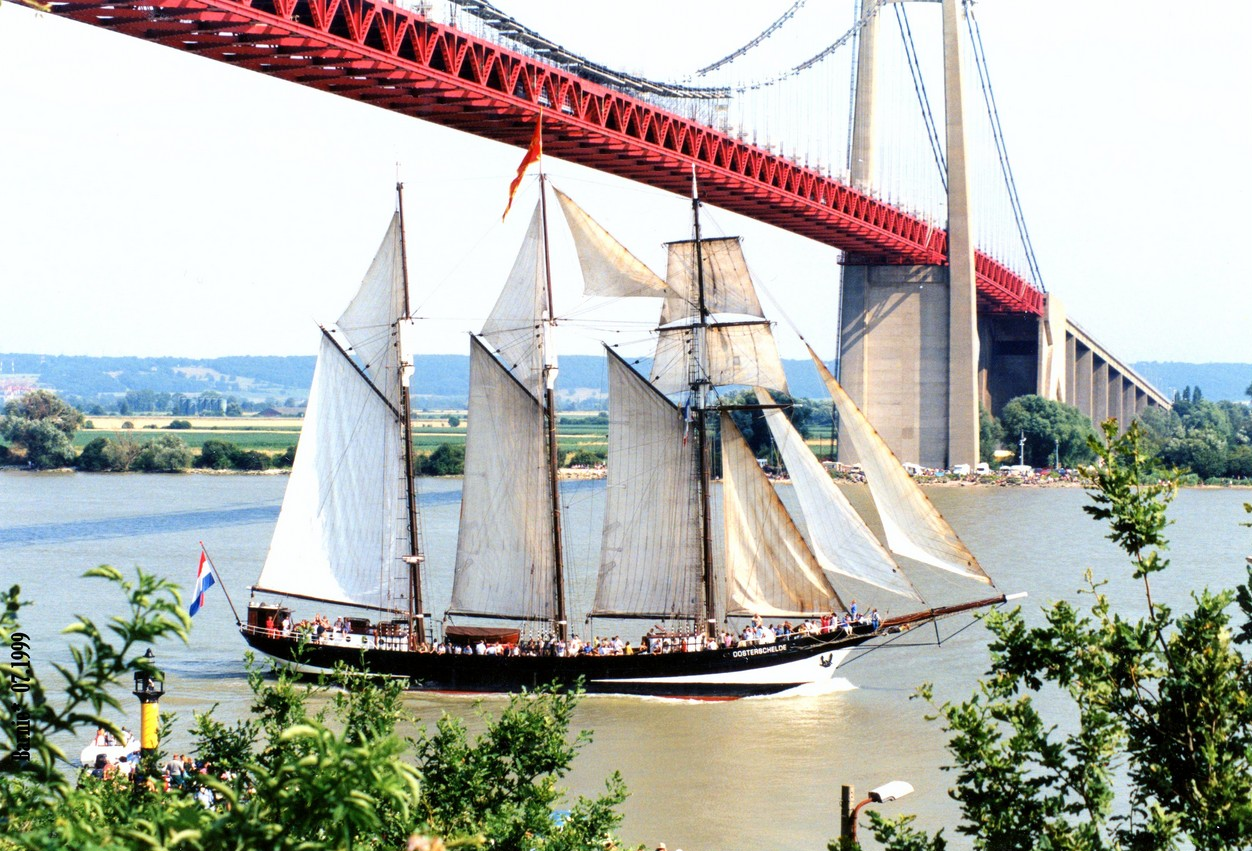
بادبان کوچک مثلثی به نام فلش در عقب قایق دو دکله با دکل مجهز.

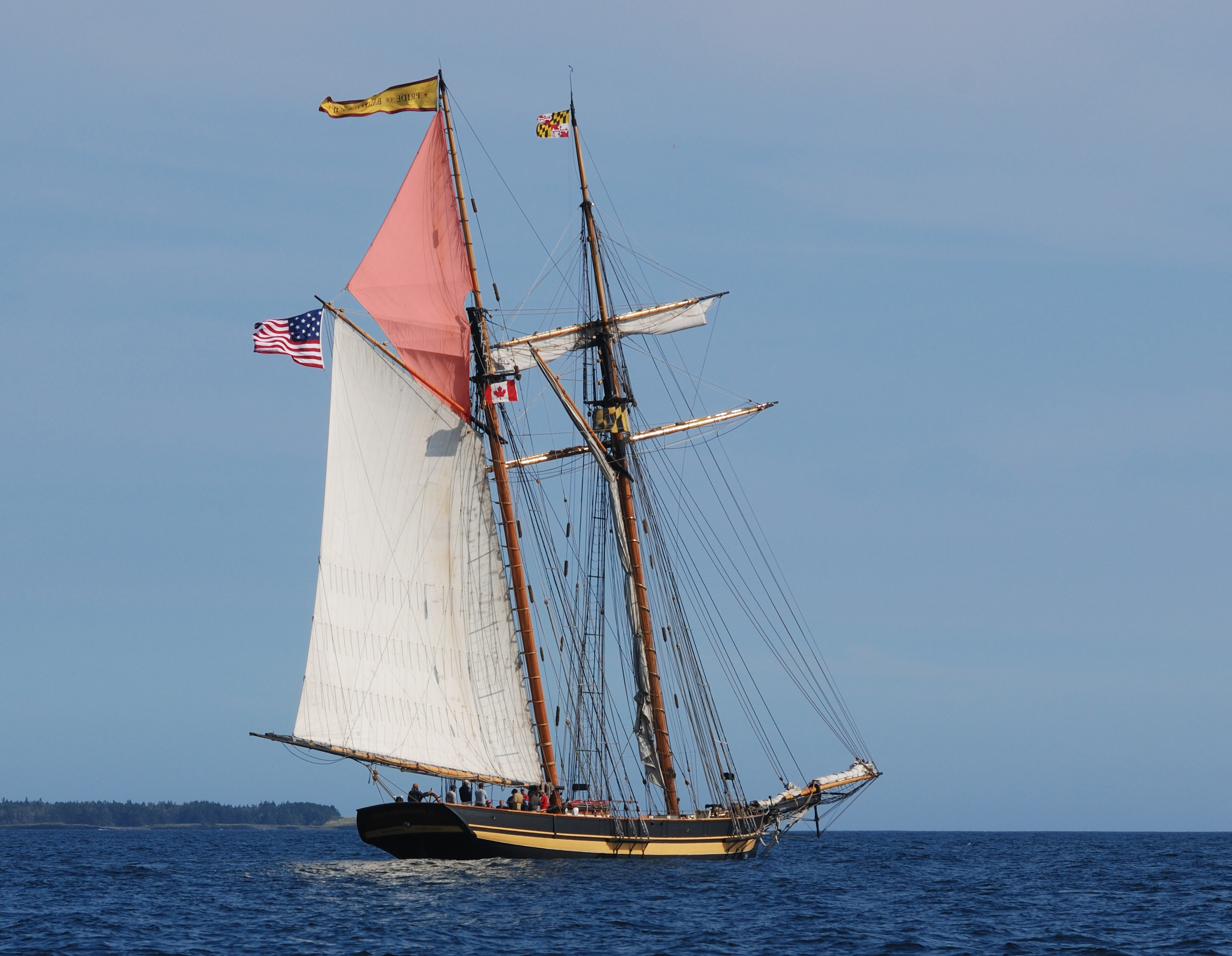
نگاره‌ای از کشتی بادبانی افتخار بالتمور، با بادبان نوع تاپسل در عقب قایق.

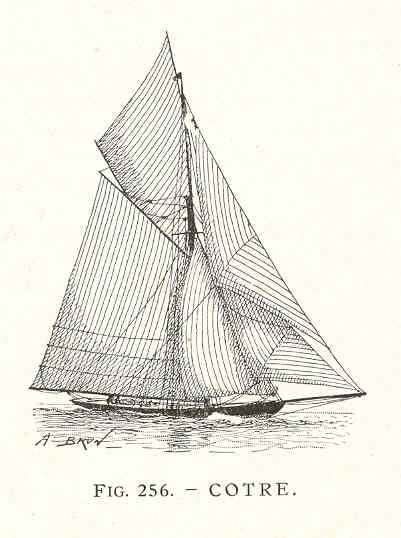
یک قایق کاتر با بادبان نوک تیز در بالای دکل بالای بریگانتین.

- قایق دو دکلی
- قایق دو دکله با دکل مجهز
- قایق دو دکلی با تاپسل
- قایق دو دکلی (نوع دیگر)
- قایق با بادبان جلو و عقب
- کاتر